# Wielisławice (województwo zachodniopomorskie)
Wielisławice – osada w Polsce położona w województwie zachodniopomorskim, w powiecie szczecineckim, w gminie Szczecinek.
Zobacz też: Wielisławice.